# Jonathan Pereira (lekarz)
Jonathan Pereira (ur. 22 maja 1804 w Londynie, zm. 20 stycznia 1853 tamże) – angielski lekarz i autor dzieł medycznych i farmaceutycznych.
W 1823 rozpoczął pracę jako aptekarz. Od 1826 wykładał chemię w Królewskim Kolegium Chirurgicznym (Royal College of Surgeons). Od 1832 r. praktykował jako lekarz w Londynie. Wykładał też materia medica (wiedzę o surowcach leczniczych) w Aldersgate Medical School.
W 1839 został profesorem i wykładowcą w London Hospital. W 1840 otrzymał tytuł doktora medycyny honoris causa na uniwersytecie w Erlangen.
W 1843 nominowano go na profesora materia medica w szkole założonego 2 lata wcześniej Królewskiego Towarzystwa Farmaceutycznego (Royal Pharmaceutical Society of Great Britain). Towarzystwo to ufundowało medal jego pamięci (Pereira Medal).

## Ważniejsze dzieła
- A General Table of Atomic Numbers with an Introduction to the Atomic Theory, Londyn, 1824;
- Selecta e Præscriptis ibidem 1824, do roku 1851 ukazało się 11 wydań;
- Manual for Medical Students ibidem 1826;
- "Elements of Materia Medica and Therapeutics" ib. 1839–1840,drugie wydanie po śmierci w 1854, poza tym tłumaczenie na język niemiecki;
- A Treatise on Food and Diet ibidem 1843, tłumaczenie niemieckie wydane w Bonn w 1845.